# Out of Reach (Can)
Out of Reach è il decimo album in studio del gruppo musicale tedesco Can, pubblicato nel 1978.

## Tracce
Side 1
1. Serpentine – 4:03
2. Pauper's Daughter and I – 5:57
3. November – 7:37

Side 2
1. Seven Days Awake – 5:12
2. Give Me No 'Roses' – 5:21
3. Like INOBE GOD – 5:51
4. One More Day – 1:37

## Formazione
- Michael Karoli – chitarra, violino
- Jaki Liebezeit – batteria
- Irmin Schmidt – tastiera
- Rosko Gee – basso, piano, voce
- Rebop Kwaku Baah – percussioni, voce, sintetizzatore